# Parafia św. Józefa Oblubieńca Najświętszej Maryi Panny w Chlebowie
Parafia św. Józefa Oblubieńca Najświętszej Maryi Panny w Chlebowie – parafia rzymskokatolicka, położona w dekanacie Gubin, diecezji zielonogórsko-gorzowskiej, metropolii szczecińsko-kamieńskiej w Polsce, erygowana w 1946.

## Terytorium
- Chlebowo
- Czarnowo
- Chojna
- Kosarzyn
- Łomy
- Wężyska